# Dème de Xánthi
Le dème de Xánthi (grec moderne : Δήμος Ξάνθης) est un dème et une ville de Macédoine-Orientale-et-Thrace, en Grèce. Le dème résulte de la fusion, en 2010, des dèmes de Xánthi et de  Stavroúpoli. Son siège est la ville du même nom.
Selon le recensement de 2011, la population du dème compte 65 133 habitants.